# Webtoon
Pour la plateforme de Naver, voir Webtoon (plateforme).
Un webtoon (en coréen : 웹툰) est un manhwa publié en ligne. Plus largement, le terme s'applique à des bandes dessinées en ligne, pas toujours d'origine sud-coréenne. Le portail web coréen Daum a créé un service de webtoon en 2003, tout comme Naver en 2004. Ces services publient régulièrement des webtoons qui sont disponibles gratuitement. Selon David Welsh de Bloomberg, les bandes dessinées représentent un quart de toutes les ventes de livres en Corée du Sud, tandis que plus de 3 millions d'utilisateurs coréens ont payé pour accéder à des manhwas en ligne et 10 millions d'utilisateurs lisent des webcomics gratuits.
En juillet 2014, Naver avait publié 520 webtoons alors que Daum en avait publié 434. Ces dernières années, ces webtoons ont gagné en popularité sur les marchés occidentaux, rivalisant avec les manga japonais,.
Étant donné que les bandes dessinées numériques ont émergé comme une publication populaire, la publication imprimée de manhwa a diminué. La quantité de matériel publiée dans la forme de webtoon a maintenant atteint un montant égal à celui publié hors ligne.

## Histoire et caractéristiques

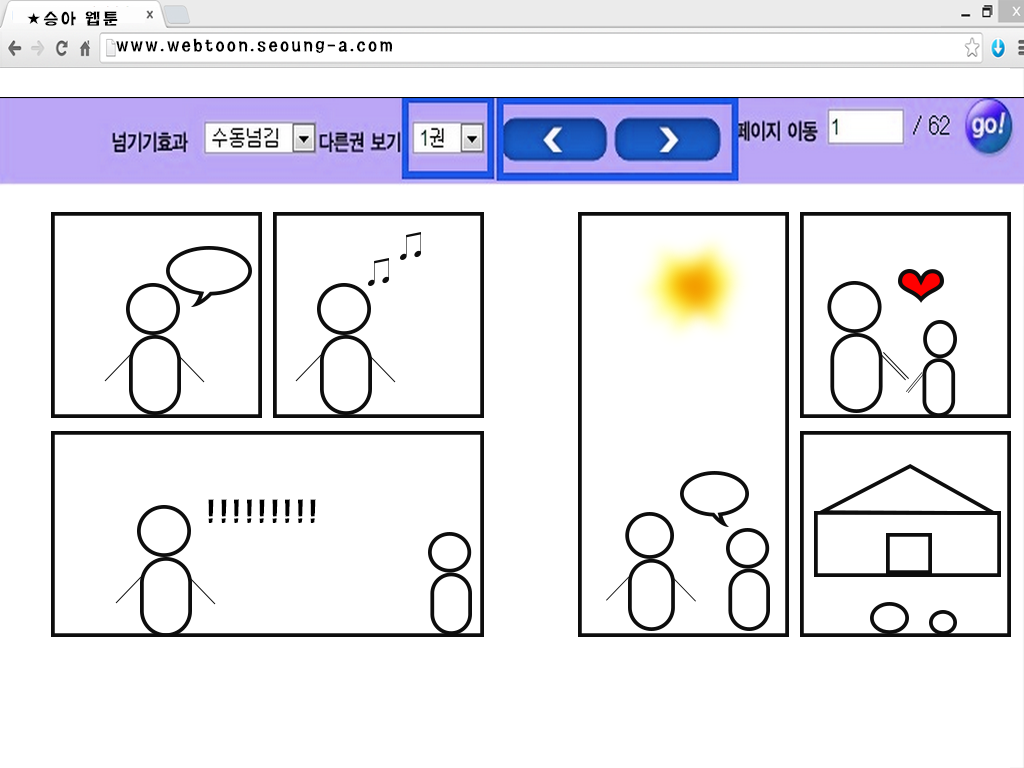
Mise en page d'un ancien webtoon. Les boutons permettent de tourner la page.

### Génération zéro
Les premiers webtoons ont été scannés à partir d'originaux téléchargés sur Internet, généralement formatés sur une mise en page d'une seule page.

### Première génération
Avec le développement de la technologie, les auteurs ont pu utiliser des effets d'animation Flash.

### Deuxième génération

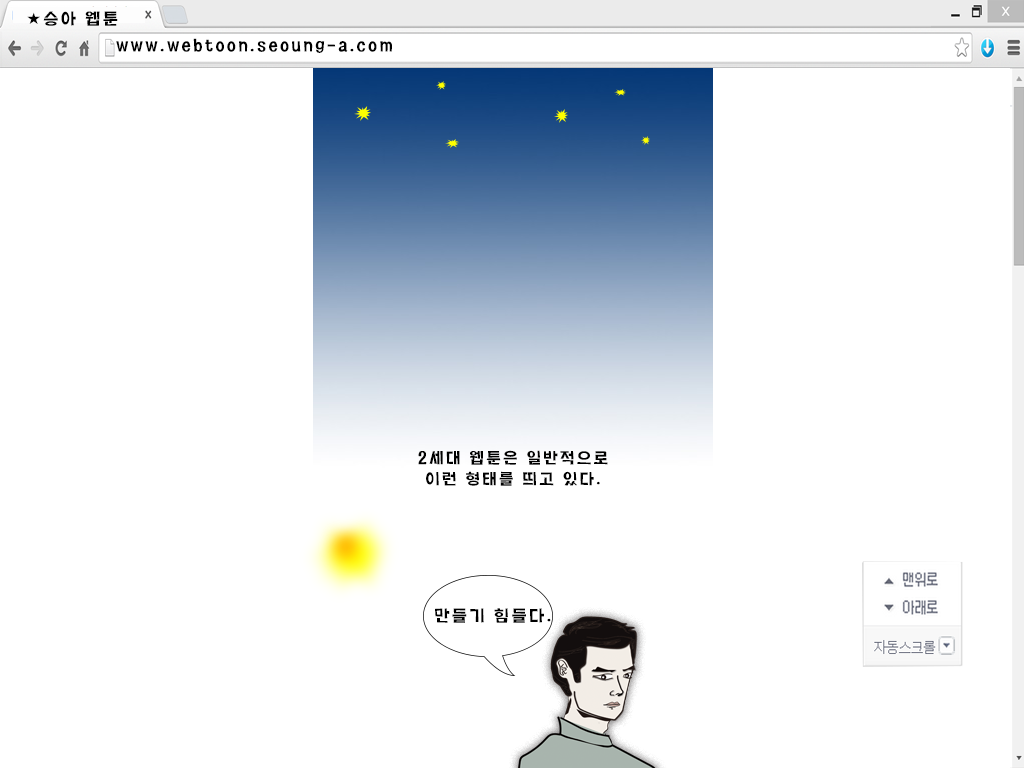
Un exemple d'un webtoon de deuxième génération.

Le préchargement amélioré a permis aux futurs auteurs d'adopter une mise en page verticale avec défilement. Contrairement aux bandes dessinées avec une composition de case dense, le défilement apporte de nouvelles cases dans le visionnage. Cela rend les webtoons adaptés à une représentation progressive et continue, ce qui permet à la lecture d'un webtoon de devenir plus fluide.

### Troisième génération
Avec l'avènement du smartphone et de la tablette, les webtoons ont également migré vers de nouvelles plateformes telles que les applications.
Avant 2014, la plupart des webtoons n'étaient disponibles qu'en anglais grâce à des traductions non officielles de fans. En juillet 2014, la filiale de Naver, Line, a commencé à publier en anglais des traductions de webtoons populaires via le service Line Webtoon,.

## Marché
Fin 2015, le marché des webtoons et de leurs dérivés a été évalué à 420 milliards de wons (environ 316 millions d'euros).
Bien que les bandes dessinées numériques soient de plus en plus populaires, la publication imprimée reste le principal moyen de diffusion de bandes dessinées. Certains éditeurs proposent du contenu en ligne et impriment du contenu simultanément.
Les webtoons sont pris comme matériel de source par un certain nombre de médias différents, y compris le cinéma et la télévision ; l'un des premiers exemples en est Beat, un film de 1997 basé sur la bande dessinée de Huh Young-man (en). L'œuvre suivante de Huh, Tazza (en), a été publiée dans le Sports Chosun et a recueilli plus de 100 millions de vues sur la page d'accueil. Il a ensuite été adapté en deux films (Tazza: The High Rollers et Tazza: The Hidden Card), et une série télévisée (Tazza (en)). Une autre œuvre de Huh, Sikgaek (ko) (Le Grand Chef), a été publiée dans le Dong-a Ilbo pendant cinq ans et a été vendue en 540 000 exemplaires en version de poche.
Le service de Naver Line Webtoon, lancé en 2014, est aujourd'hui la plus grande plateforme webtoon en Corée. Selon Naver, il atteint plus de 6,2 millions d'utilisateurs quotidiens. Le service de traduction gratuit Line Webtoon a permis aux webtoons de faire partie de la Hallyu globale. Ils collaborent également avec des films.
Beaucoup d'entreprises profitent de cette popularité du webtoon pour y placer leur publicité : certains produits peuvent avoir leur pub durant un webtoon quelconque, mais certaines entreprises poussent la chose et créent leur propre webtoon.
L'une des raisons pour lesquelles ce marché est aussi florissant est la différence entre le prix d'un webtoon et le prix d'un comic imprimé. Ces derniers sont bien plus chers que les webtoons. Pour cette raison, beaucoup de personnes préfèrent lire des webtoons, bien plus économiques et plus faciles d'accès sur smartphone. D'ailleurs, la plupart sont gratuits.
De plus, beaucoup de ces webtoons se retrouvent mis en ligne sur des sites illégaux, une « aubaine » pour les personnes n'ayant pas d'argent, mais également une source de problèmes pour les dessinateurs et les éditeurs qui se trouvent alors privés de leur gagne-pain. 
En 2021, le marché du webtoon en Corée du Sud atteint 1,23 milliard de dollars, avec une croissance de 48,6 % par rapport à l'année précédente.

## Grandes plateformes en Corée du Sud
Certains sites permettent de donner un classement des plateformes les plus utilisées et les plus populaires en Corée. Certains noms ressortent tels que Webtoon (Naver Corporation), Toomics, Daum, KakaoPage (Kakao Corporation), Lezhin Comics.
Généralement, on lit les webtoons sur un smartphone. C'est d'ailleurs pour cette raison que ces nombreuses plateformes ont, en plus de leurs sites web, des applications. De plus, ces plateformes (Piccoma de Kakao Entertainment) intègrent de plus en plus de contenu type manga au format « épisode » et « chapitre ». En arrivant en France en 2022 avec ce type de contenu qui est d'ordinaire soumis à la loi du prix unique du livre, ceci questionne le Médiateur du Livre sur la démarche entreprise par ces plateformes.

## En dehors de la Corée
Le format des webtoons s'est également étendu vers d'autres pays avec de nombreux éditeurs proposant des webtoons originaux et traduits, ainsi que des plateformes permettant à quiconque de mettre en ligne son propre webtoon. Les applications pour smartphones peuvent également proposer des interactions avec l'auteur.

### Asie

#### Chine et Taïwan
En Chine continentale et à Taïwan, les webtoons, ainsi que les web manhua, ont vu leur production et leur popularité augmenter car ils sont rarement publiés physiquement et, tout comme en Corée du Sud, ils ont suscité une résurgence et un intérêt pour l’industrie du manhua alors que de plus en plus de contenu est consommé numériquement. Presque tous les grands portails de webtoons en Chine sont proposés par les grandes sociétés d'Internet du pays, tandis qu'à Taïwan, les plus grands éditeurs de webtoons tels que Comico (en), Toomics et Line Webtoon sont plus populaires car leurs services sont disponibles sur place, en dehors des éditeurs locaux.

#### Asie du Sud-Est
L’Indonésie et la Thaïlande sont devenues des marchés importants pour l’industrie du webtoon avec Naver (sous Line Webtoon) et Comico, qui proposent à la fois des webtoons originaux et des œuvres intégralement traduits dans les deux pays. Certains webtoons réalisés en Indonésie et en Thaïlande ont même été traduits et publiés en dehors du pays comme Eggnoid. Le Vietnam a lancé son premier portail de webtoons, Vinatoon, qui propose des titres traduits de Daum Webtoon et de Mr. Blue dans l’intention d’ouvrir un autre marché.

#### Japon
Les webtoons au Japon n'ont pas été aussi bien accueillis que dans d'autres pays, principalement en raison du fait que l'industrie du manga traditionnel reste le principal moyen de publication des mangas. Même les web manga, qui ont connu une hausse de popularité, sont le plus souvent publiés en noir et blanc et ne sont pas colorés comme en Corée ou en Chine, bien qu’ils soient numériques. Malgré cela, certains progrès ont été réalisés dans la pénétration du marché japonais et, peu à peu, de plus en plus de mangaka essayent le format webtoon pour publier leurs titres. Lezhin, Comico, Naver et Kakao offrent des portails de webtoons avec des œuvres traduites pour les lecteurs japonais. Comico, l'un des plus grands éditeurs de webtoons au monde, a été créé par la filiale japonaise de NHN Entertainment (en), NHN Japan (ja). En 2018, il n’existe que deux portails offrant des webtoons japonais originaux, Comico et Naver (sous le nom de XOY). Kakao a également connu du succès sur le marché japonais en proposant à la fois des mangas sous licence et des traductions de webtoons coréens par son service, Piccoma. Cela a été crédité au modèle payant de webtoons que le service implémente, dans lequel certains chapitres sont offerts gratuitement pendant une courte période. Kakao Japan a annoncé qu’il commencerait à proposer des webtoons originaux en japonais, coréen et chinois pour Piccoma à partir de l’été 2018.

### En Occident
De nombreux éditeurs de webtoons ont réussi à pénétrer des marchés en dehors de l’Asie, principalement aux États-Unis et dans d’autres pays anglophones,. Lezhin, Toomics et Naver sont les seuls grands éditeurs qui traduisent leurs propres titres plutôt que de les concéder sous licence. Naver (sous la marque Line) offre même la possibilité de proposer des traductions pour les fans dans différentes langues, comme de publier des webtoons de créateurs venant de leurs propre pays. Spottoon et TappyToon proposent des œuvres sous licence traduites de divers éditeurs, notamment KToon, Bomtoon, Foxtoon et bien d’autres. Outre la simple consommation d’œuvres traduites, la création de webtoons non asiatiques originaux a également augmenté, en partie grâce aux sites tels que Tapas et Line Webtoon, qui offrent la possibilité à chacun de soumettre son propre travail. Au début, beaucoup de webtoons créés en dehors de l'Asie avaient tendance à n'être que des webcomics publiés au format webtoon, mais au fil du temps, un nombre croissant d'artistes a publié davantage de titres qui sont des bandes dessinées à part entière plutôt que des webcomics reformatés.

#### En France
Delitoon, izneo et Yurai Editions sont des exemples de portails de webtoons proposant des œuvres originales ou traduites en français,,,, tout comme Tappytoon et Lezhin Comics (ce dernier étant un peu plus spécialisé dans les Boy's Love).
En France, le webtoon a connu une apparition précoce en 2011 avec Delitoon, plateforme qui est longtemps restée le seul et principal acteur du marché français. À partir de 2019, le webtoon a connu un essor très important et une multiplication marquée des plateformes, comme Webtoon de Naver, Webtoon Factory de Dupuis, ou Verytoon de Delcourt. La France est perçue par les plateformes de contenu sud-coréennes comme une porte d'entrée vers l'Europe en raison de la forte croissance de la popularité des webtoons et du fort attrait pour la culture coréenne dans ce pays. Depuis le premier trimestre 2022, Piccoma de Kakao, principal concurrent de Webtoon de Naver s'est installée dans l'Hexagone. De nombreux journalistes inscrivent ce phénomène dans la continuité de la « Hallyu », un important mouvement de conquête culturelle par le soft power initié par la Corée du Sud ,. La légitimité du webtoon est en pleine phase de construction et a bénéficié d'une exposition au Centre Culturel Coréen en 2019, puis de nombreuses conférences au Festival d'Angoulême 2022.
Des créateurs français investissent ce format avec succès : ainsi le webtoon Sex, Drugs & RER de Natacha Ratto, lancé en mars 2020, cumule à la mi-2023 21 millions de vues sur la plateforme Webtoon.

#### Du webtoon au papier
Historiquement le premier webtoon à être paru en papier en France est Catsby, de Do-Ha Kang, publié par Casterman en 2007 dans leur collection Hanguk, bien avant la démocratisation du format webtoon. Avec le succès retentissant du webtoon à la fin des années 2010, de nombreuses maisons d'édition ont commencé à développer des versions papier, à l'instar de Ki-oon avec la collection TOON, la création du label K-Books pour Verytoon ou encore Hugo & Cie qui a édité Lore Olympus en papier. Les éditions du Matin Calme, spécialisées dans le polar coréen, ont déclaré en avril 2022 lancer une collection de « webtoon papier » du nom de Koyohan. Les éditions Michel Lafon déclarent également au début du mois de mai 2022, la création d'un label webtoon papier nommé Sikku. Selon certains médias, le titre étendard du webtoon serait Solo Leveling, bénéficiant notamment d'un web-novel et d'un webtoon. L'éditeur Vega en partenariat avec les éditions Dupuis lance également un label webtoon, appelé K Factory (Vega quitte les éditions Dupuis et récupère le label K Factory en 2024).

##### Du webtoon au drama coréen
De plus en plus de webtoons sont adaptés en drama coréen. Netflix a pris le parti d'en diffuser à l'instar des succès sud-coréens Sweet Home, Itaewon Class, Nevertheless, Cheese In The Trap, Love Alarm, My ID is Gangnam Beauty, Hellbound, A Business Proposal, All of Us Are Dead, Annarasumanara, Navillera et bien d'autres. D'autre part la Corée du Sud n'est pas la seule à développer ses histoires en séries, le webtoon ou webcomic Heartstopper de l'autrice britannique Alice Oseman a vite trouvé son public et a été un vif succès sur Netflix.

## Problèmes de santé des auteurs de webtoons
Afin de satisfaire aux demandes des fans de contenus de qualité et paraissant à fréquence régulière, une forte pression est appliquée sur les dessinateurs de webtoon. Ces conditions de travail sont fréquemment la source de problèmes de santés, parfois graves, chez des artistes encore jeunes. D'après la Webtoon Association, un artiste doit produire en moyenne entre 60 et 70 cases par semaine. 90 % des artistes déclarent souffrir de ce rythme imposé. C'est notamment la cause attribuée à la mort à 37 ans de Jang Sung-rak, dessinateur du webtoon Solo Leveling. Ce dernier meurt d'une hémorragie cérébrale le 23 juillet 2022, alors qu'il souffrait déjà d'une maladie chronique.

## Plateformes de webtoons
- Allskreen
- Bilibili
- Delitoon
- Ducktoon
- INKR Comics
- Izneo
- Lalatoon
- Lezhin
- Mangatoon
- Manta
- Ono
- Piccoma
- Pocket Comics
- Spottoon
- Tapas
- Tappytoon
- Toomics
- Toonsutra
- Torycomics
- Verytoon (Editions Delcourt)
- Webtoon de Naver
- Webtoon Factory (Editions Dupuis)
- Yurai Editions